# Antoniów (Opole)
Pour les articles homonymes, voir Antoniów.
Antoniów est une localité polonaise du gmina d'Ozimek dans la voïvodie et le powiat d'Opole.